# Vok II. z Rožmberka
Vok II. z Rožmberka (německy Wok II. von Rosenberg; 18. července 1459 – 1. září 1505) byl český šlechtic z rodu Rožmberků a v letech 1475–1493 vladař domu rožmberského.

## Život
Vokovými rodiči byli Jan II. z Rožmberka († 1472) a Anna Hlohovská († 1483). Po smrti otce v roce 1472 se nástupcem stal Vokův starší bratr Jindřich V. Pravděpodobně proto, že byl mentálně nedostatečný, účastnil se řízení dominia od počátku roku 1475 Vok, na kterého bylo nakonec v srpnu téhož roku převedeno vladařství na tři roky. Krátce nato Vok a jeho sourozenci požádali svého strýce Bohuslava ze Švamberka, aby převzal opatrovnictví rodinného majetku na šest let. Smlouva byla podepsána 11. prosince 1475.
Aby získal politické a společenské dovednosti, odebral se Vok na dvůr bavorského vévody Ludvíka Bavorsko-Landhutského a jeho syna Jiřího. Stejně jako jeho otec stranil i Vok českému protikráli Matyáši Korvínovi. Poté, co Matyáš nechal ubytovat uherské žoldáky v Českých Budějovicích a oni začali rabovat nejen majetek svých odpůrců, ale i Rožmberků, obrátil se opatrovník Bohuslav ze Švamberka proti Matyášovi Korvínovi. Matyáš však nechal 30. června 1478 s pomocí Jaroslava z Boskovic Bohuslava zajmout a převézt na uherskou pevnost Diósgyőr. Teprve na začátku léta 1479 byl po intervenci českého krále Vladislava II. prostřednictvím kutnohorského mincmistra a karlštejnského purkrabí Beneše z Veitmile propuštěn. Kvůli těmto nepříjemnostem se Vok vrátil a zprostil Bohuslava ze Švamberka opatrovnictví, které nemohl kvůli svému uvěznění vykonávat. Vok převzal vladařství, obrátil se proti Matyášovi Korvínovi a podporoval krále Vladislava II.
V roce 1479 Matyáš Korvín přizval Voka do Olomouce k jednání mezi dvěma králi, na kterém byl uzavřen olomoucký mír. Korvín se vzdal dalších nároků v Čechách, ale ponechal si vedlejší země Moravu, Slezsko, Horní a Dolní Lužici. Rovněž bylo dohodnuto, že území toho, kdo zemře dříve, připadne druhé straně. Podle této smlouvy přešla po Korvínově smrti v roce 1490 jeho území včetně nároku na uherský trůn na Vladislava II. Vok II. z Rožmberka a další tři šlechtici byli jmenováni zemskými hejtmany. Dne 18. září 1490 se zúčastnil korunovace Vladislava jako uherského krále ve Stoličném Bělehradě.
V roce 1484 uzavřel na komorním hradě v Kolíně dohodu o vzájemném děděním se Švamberky, přestože se Švamberkové Rožmberkům nemohli rovnat. Dohoda byla uplatněna po vymření Rožmberků v roce 1611.
Za Vokovy vlády začali Rožmberkové s rozvojem rybníkářství v Třeboňské pánvi, kde nechali mimo jiné založit rybníky Dehtář a Velký Tisý. U Třeboně nechal vybudovat rybník Koclířov a rozšířit Opatovický rybník. Ve Vokových službách pracoval rybníkář Josef Štěpánek Netolický († 1538).
Ze zdravotních důvodů Vok 4. prosince 1493 předal vladařství svému bratru Petrovi IV. z Rožmberka. Pro sebe si však ponechal Třeboň, kde se usadil, patronát nad klášterem v Borovanech, tvrz ve Vidově, vesnici Homole a poddané a pozemky panství Maškovec. Současně rezignoval na úřad zemského hejtmana, o čemž informoval krále Vladislava 5. prosince 1493.
Po Vokově smrti v roce 1505 byl jeho majetek znovu začleněn do rožmberského dominia. Po smrti bezdětného Petra IV. z Rožmberka přešel zpět na Vokovy syny.

## Rodina
Vok se 13. ledna 1483 oženil s Markétou z Gutštejna († před 1528), dcerou nejvyššího komorníka[zdroj?] Českého království, Buriana II. z Gutštejna († 1488) a jeho manželky Zdeňky (Sidonie) z Ortenburgu († po 1493). Po Vokově smrti se Markéta znovu provdala za Alexeja Dobrohorsta z Ronšperka († 1528), který vlastnil zámek Prostiboř. Z Vokova manželství s Markétou vzešlo pět synů a jedna dcera:
- 1. Jan III. (24. 11. 1484 – 29. 2. 1532), český velkopřevor johanitů (1511–1532), 8. vladař domu rožmberského (1526–1532)
- 2. Jindřich VI. (14. 3. 1487 – 16. 4. 1494)
- 3. Jošt III. (30. 6. 1488 Český Krumlov – 15. 10. 1539 Český Krumlov), 9. vladař domu rožmberského (1532–1539)
  - 1. ∞ (únor 1529 Český Krumlov) Bohunka "Vendelína" ze Starhembergu († 27. 1. 1530)
  - 2. ∞ (17. 7. 1531 Augsburg) Anna z Rogendorfu († 5. 9. 1562 Český Krumlov)
- 4. Zdeňka (neboli Sidonie, případně Zikuna)
- 5. Petr V. (17. 12. 1489 – 6. 11. 1545), 10. vladař domu rožmberského (1539–1545)
- 6. Jindřich VII. (15. 1. 1496 – 15. 8. 1526), 7. vladař domu rožmberského (1523–1526)
  - 1. ∞ (7. 11. 1520) Magdaléna ze Šternberka († 28. 6. 1521)
  - 2. ∞ (26. 11. 1522) Anna z Hradce (asi 1497 – po 5. 10. 1570)

Čtyři synové se stali rožmberskými vladaři.